# Miruna Cojanu
 (août 2023).
La mise en forme du texte ne suit pas les recommandations de Wikipédia : il faut le « wikifier ».
Les points d'amélioration suivants sont les cas les plus fréquents. Le détail des points à revoir est peut-être précisé sur la page de discussion.
- Les titres sont pré-formatés par le logiciel. Ils ne sont ni en capitales, ni en gras.
- Le texte ne doit pas être écrit en capitales (les noms de famille non plus), ni en gras, ni en italique, ni en « petit »…
- Le gras n'est utilisé que pour surligner le titre de l'article dans l'introduction, une seule fois.
- L'italique est rarement utilisé : mots en langue étrangère, titres d'œuvres, noms de bateaux, etc.
- Les citations ne sont pas en italique mais en corps de texte normal. Elles sont entourées par des guillemets français : « et ».
- Les listes à puces sont à éviter, des paragraphes rédigés étant largement préférés. Les tableaux sont à réserver à la présentation de données structurées (résultats, etc.).
- Les appels de note de bas de page (petits chiffres en exposant, introduits par l'outil «  Source ») sont à placer entre la fin de phrase et le point final[comme ça].
- Les liens internes (vers d'autres articles de Wikipédia) sont à choisir avec parcimonie. Créez des liens vers des articles approfondissant le sujet. Les termes génériques sans rapport avec le sujet sont à éviter, ainsi que les répétitions de liens vers un même terme.
- Les liens externes sont à placer uniquement dans une section « Liens externes », à la fin de l'article. Ces liens sont à choisir avec parcimonie suivant les règles définies. Si un lien sert de source à l'article, son insertion dans le texte est à faire par les notes de bas de page.
- La présentation des références doit suivre les conventions bibliographiques. Il est recommandé d'utiliser les modèles {{Ouvrage}}, {{Chapitre}}, {{Article}}, {{Lien web}} et/ou {{Bibliographie}}. Le mode d'édition visuel peut mettre en forme automatiquement les références.
- Insérer une infobox (cadre d'informations à droite) n'est pas obligatoire pour parachever la mise en page.

Pour une aide détaillée, merci de consulter Aide:Wikification.
Si vous pensez que ces points ont été résolus, vous pouvez retirer ce bandeau et améliorer la mise en forme d'un autre article.
Miruna Cojanu (*1980 à Bucarest) est une peintre roumaine contemporaine.

## Vie
Miruna Cojanu est née en 1980 à Bucarest, en Roumanie, où elle réside et travaille. Elle a fait des études de droit à l'Université de Bucarest. Elle est surtout connue pour ses peintures à l'huile. Son travail artistique a été exposé à l'échelle nationale et internationale à Milan, Berlin et Nice.

## Œuvre
Sa dernière exposition avait pour titre Între mâine și ieri e IUBIREA. ACUM O simt (fr. Entre demain et hier se trouve l'AMOUR. MAINTENANT, je les ressens (9 juin - 7 juillet 2023). Les œuvres exposées datent de l’époque de la pandémie jusqu’à nos jours et se caractérisent par un optimisme irrépressible, coloré et lumineux.
Les motifs principaux de Cojanu comprennent des portraits de femmes, des tapisseries et de l'art abstrait.
Son portrait du sculpteur franco-roumain Constantin Brâncuși (1876-1957) fut présenté dans l'exposition "Bucarest, insprations bleus de Nice" du 18 au 29 mai 2023 au Musée Masséna de Nice.

## Définition du travail
L'artiste définit son travail comme une lutte contre les défis de la modernité : « Pour moi, l'art est l'allié le plus important face au défi moderne de faire face au mal extrême qui nous entoure, à la vanité et au bruit assourdissant sur les murs réels et virtuels de nos communautés, les peurs de générations, amplifiées par ceux qui veulent nous priver de notre pouvoir. C'est pourquoi je choisis toujours d'explorer le beau côté de la vie ».

## Expositions

### Expositions personnelles
- 2024: Things Nobody Knows | Solo Exhibition | Artfacts, Galeria Kulterra, Bucarest, Roumanie[6]
- 2023 : Între mâine și ieri e IUBIREA. ACUM O simt/ Galeria Kulterra, Bucarest, Roumanie
- 2019 : Exposition personnelle Nus / Vino Wines and More - Bucarest, Roumanie
- 2018 : Studio Art Party & Exposition personnelle / Art Studio Caderea Bastiliei - Bucarest, Roumanie
- 2015 : White Night, Personal Show / Toamnei Studio - Bucarest, Roumanie
- 2015 : Art Party, exposition personnelle en studio / Toamnei Studio - Bucarest, Roumanie
- 2014 : Peinture et Vin / Bucarest Toamnei - Bucarest, Roumanie

### Expositions collectives
- 2023 : Bucarest, insprations bleus de Nice, Musée Masséna, Nice, France.
- 2016 : Maria Frozen Berlin / Galerie Maria Frozen - Berlin, Allemagne
- 2016 : Exposition du groupe Art expo Milan / Milan - Milan, Italie
- 2015 : Vues parisiennes / Bucarest - Bucarest, Roumanie
- 2015 : Indigo / H Crown Plaza - Bucarest, Roumanie
- 2014 : Couleurs Symphony Blue / H Crown Plaza - Bucarest, Roumanie
- 2014 : Elite Art Prof Gallery / Elite Prof Art Gallery - Bucarest, Roumanie